# Parc Nacional de Gonarezhou
Parc Nacional de Gonarezhou és un parc nacional situat al sud-est de Zimbàbue. Està situat en un racó relativament remot de la província de Masvingo, al sud de Chimanimani al llarg de la frontera amb Moçambic. A causa de la seva gran grandària, el terreny accidentat i la seva ubicació lluny de les principals rutes turístiques, grans extensions de Gonarezhou romanen desertes.
Amb 5.053 km² el Parc Nacional de Gonarezhou és la segona major reserva de caça del país després del Parc Nacional de Hwange. Gonarezhou és un nom shona que significa "ullal d'elefant". Forma part del Parc transfronterer del Gran Limpopo, un parc de la pau que uneix Gonarezhou amb el Parc Nacional Kruger a Sud-àfrica i el Parc Nacional de Limpopo, a Moçambic. Els animals es poden moure lliurement entre els tres santuaris.